# Logitech

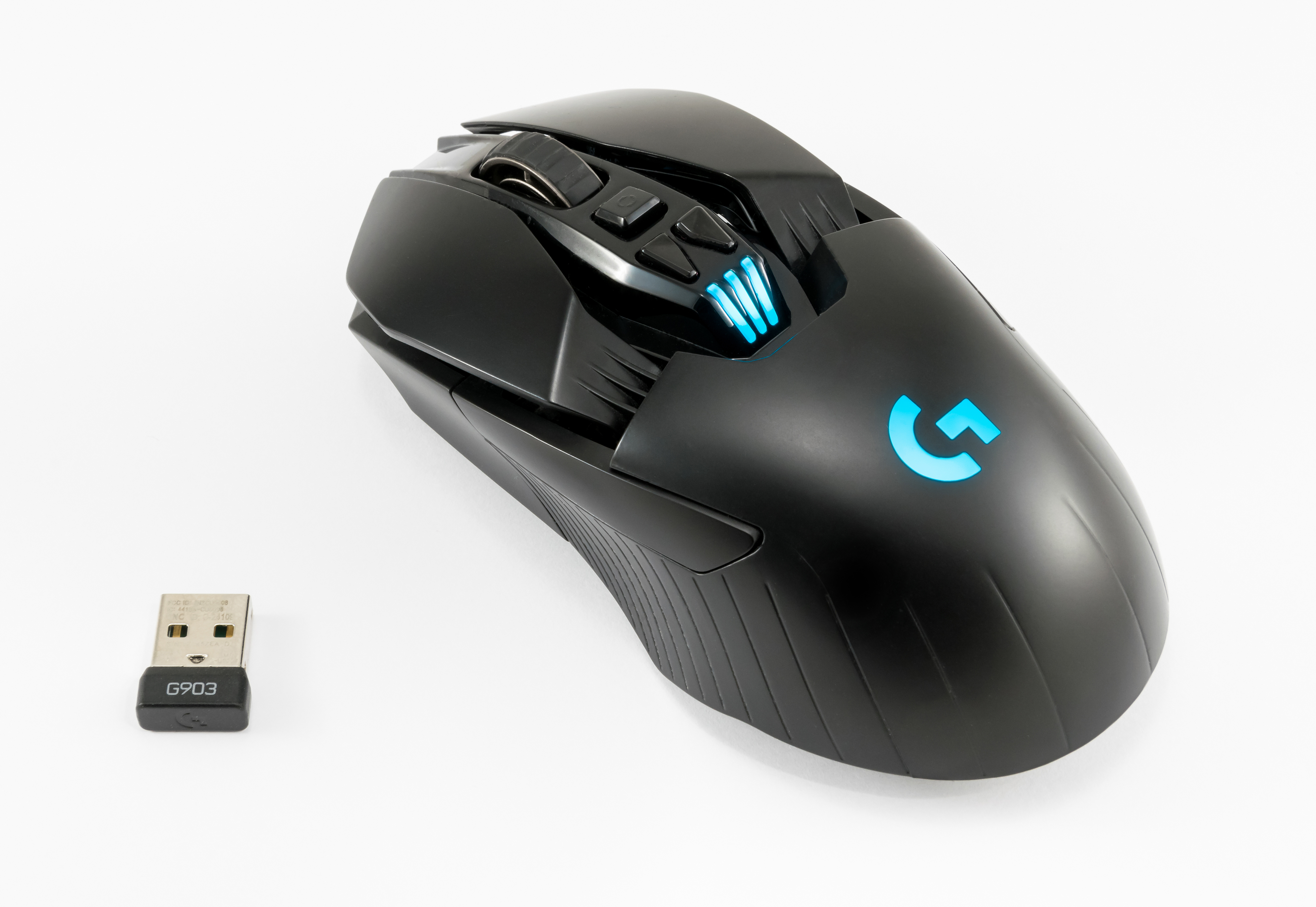
Mysz komputerowa Logitech G903

Logitech – firma produkująca sprzęt peryferyjny do komputerów – m.in. głośniki, klawiatury, myszy, kamery internetowe.
Notowana na giełdach: szwajcarskiej (skrót LOGN) oraz NASDAQ. Założona w 1981 roku w Apples w kantonie Vaud w Szwajcarii. Główne kwatery mieszczą się we Fremont w Kalifornii i w Romanel-sur-Morges w Szwajcarii. Logitech zatrudnia na świecie ponad 8000 osób.

## Nazwy
Na rynku japońskim firma pojawiła się w 1982 roku i używa nazwy Logicool, żeby zapobiec konfliktom z inną marką Logitec, która na rynku japońskim istnieje od 1974 roku.

## Historia
Firma została założona w 1981 roku przez Daniela Borela, Pierluigi Zappacastę i Giacomo Mariniego. Siedziba firmy w tamtym czasie znajdowała się w Apples, w Szwajcarii.
Firma stała się dobrze znana dzięki produkowanym przez nią myszom komputerowym, które wyróżniają się wyszukanym designem oraz dużym zaawansowaniem technicznym.

## Produkty
Firma zajmuje się produkcją:
- klawiatur, myszek komputerowych, trackballi,
- kamer internetowych,
- dżojstików,
- głośników, włączając stereofoniczne systemy 2.0 oraz 5.1 Dolby Surround. W produkcji są także głośniki do iPodów, PSP oraz odtwarzaczy mp3,
- sprzętu dla graczy, takiego jak kierownice komputerowe, joypady, dżojstiki na platformy PC, Mac, Xbox 360 oraz PS3, a także starsze jak PS2 czy Xbox,
- słuchawek,
- akcesoriów do iPodów oraz odtwarzaczy mp3,
- pilotów komputerowych,
- systemów Wireless Music System,
- piór cyfrowych io2 Digital Writing System,
- kolekcji akcesoriów do PSP,
- toreb i plecaków na notebooki,
- zabezpieczeń – systemów monitoringu, kamer dodatkowych.

## Konkurencja
Wraz ze wzrostem rynku urządzeń peryferyjnych rośnie też konkurencja. Największymi konkurentami Logitecha są Creative oraz Razer. Mniej znaczni konkurenci to Genius, Microsoft, Ideazon oraz A4Tech.

## Galeria produktów

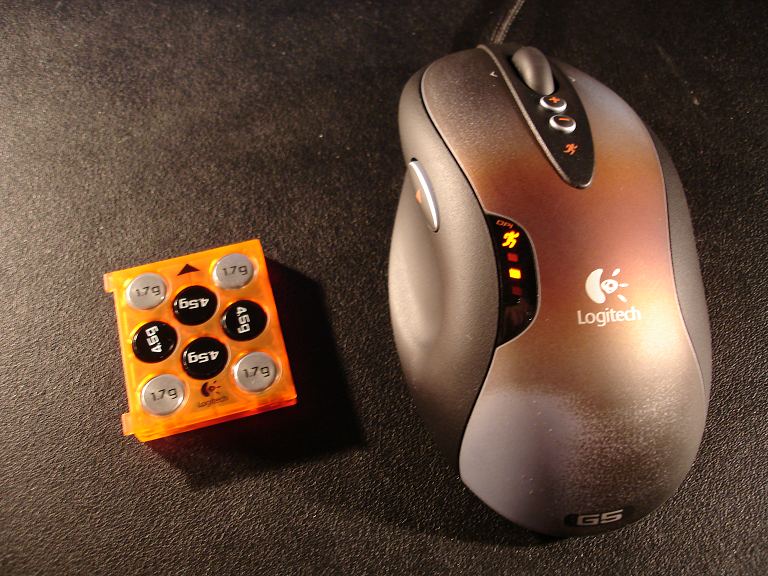
Logitech G5 – laserowa mysz Logitech przeznaczona dla graczy
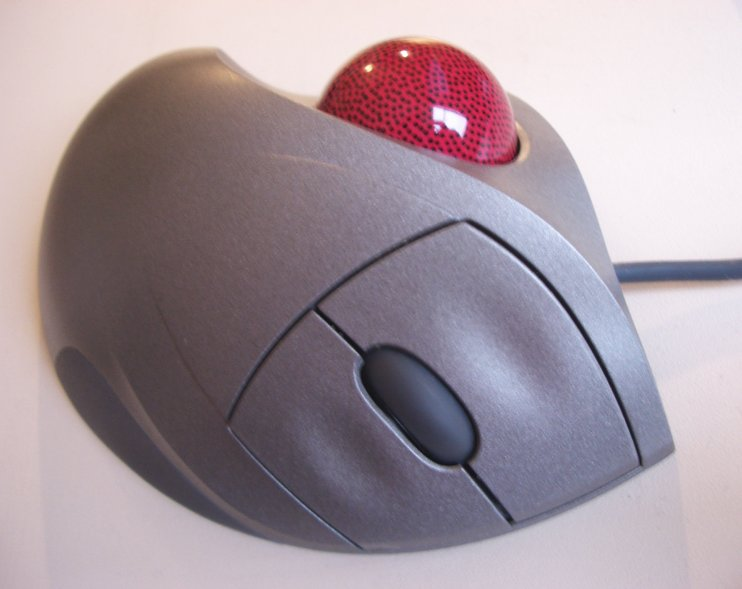
Logitech TrackMan Wheel z trackballem.
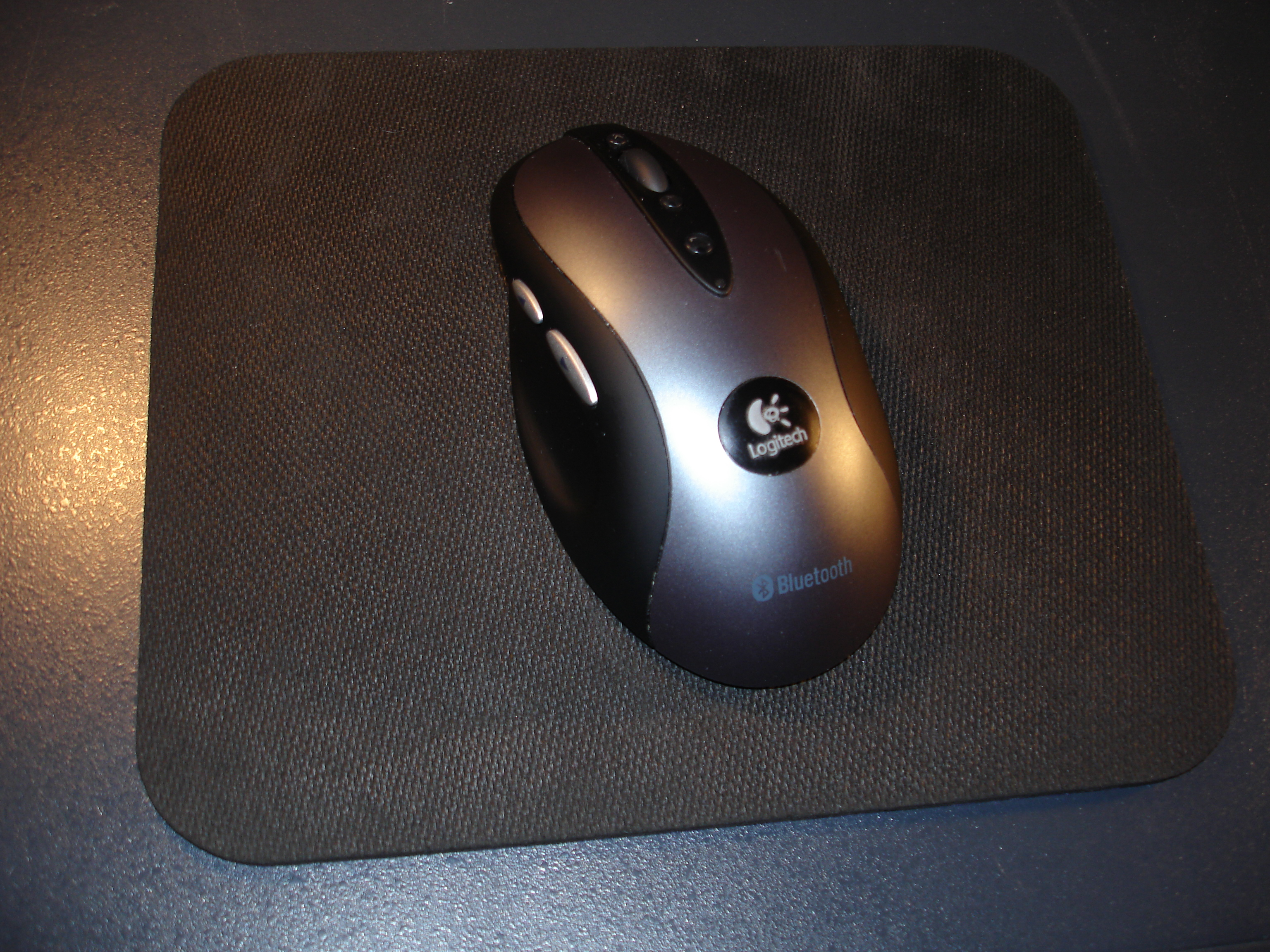
Logitech MX900 Bluetooth Optical Mouse.
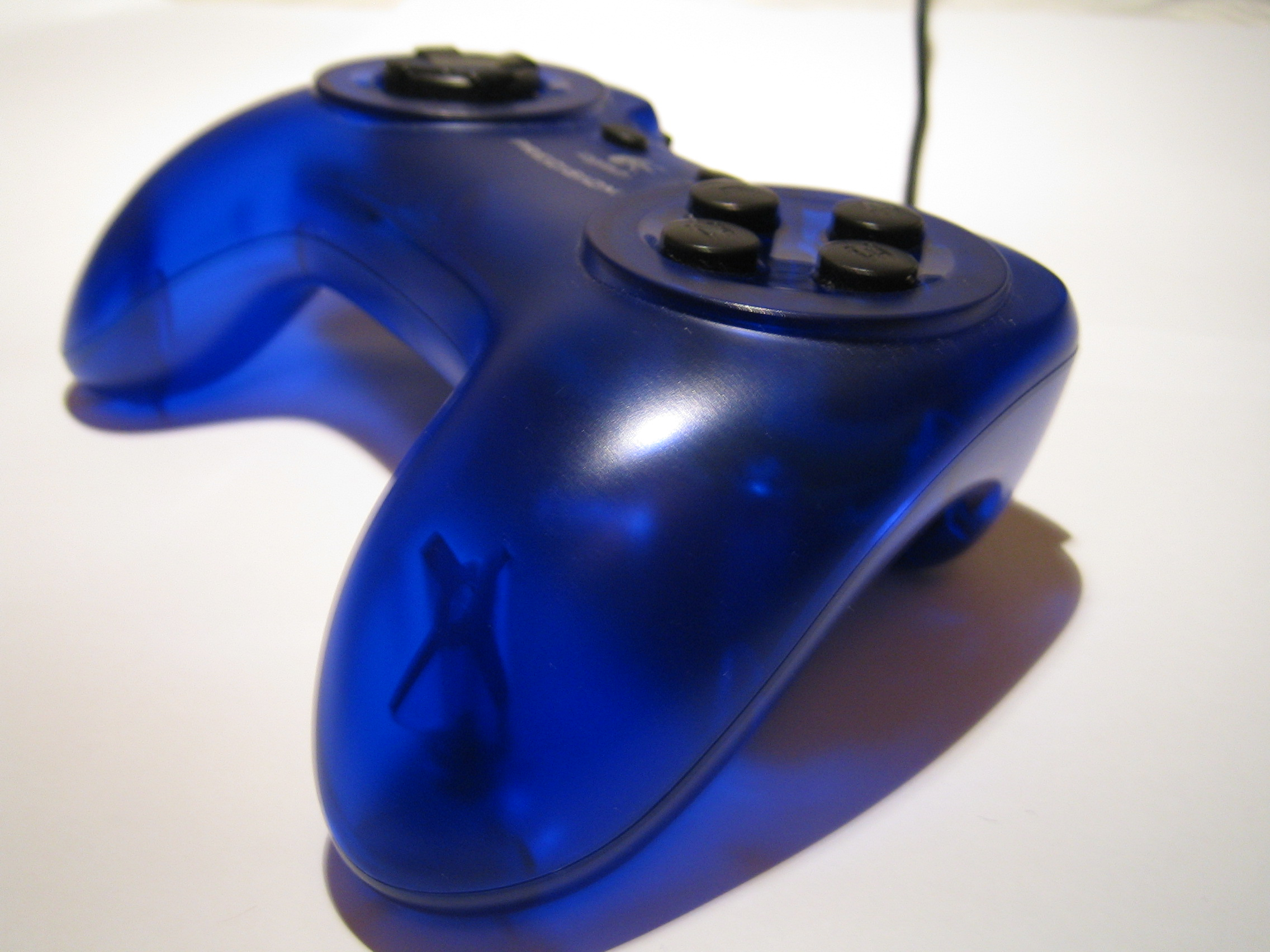
Gamepad.
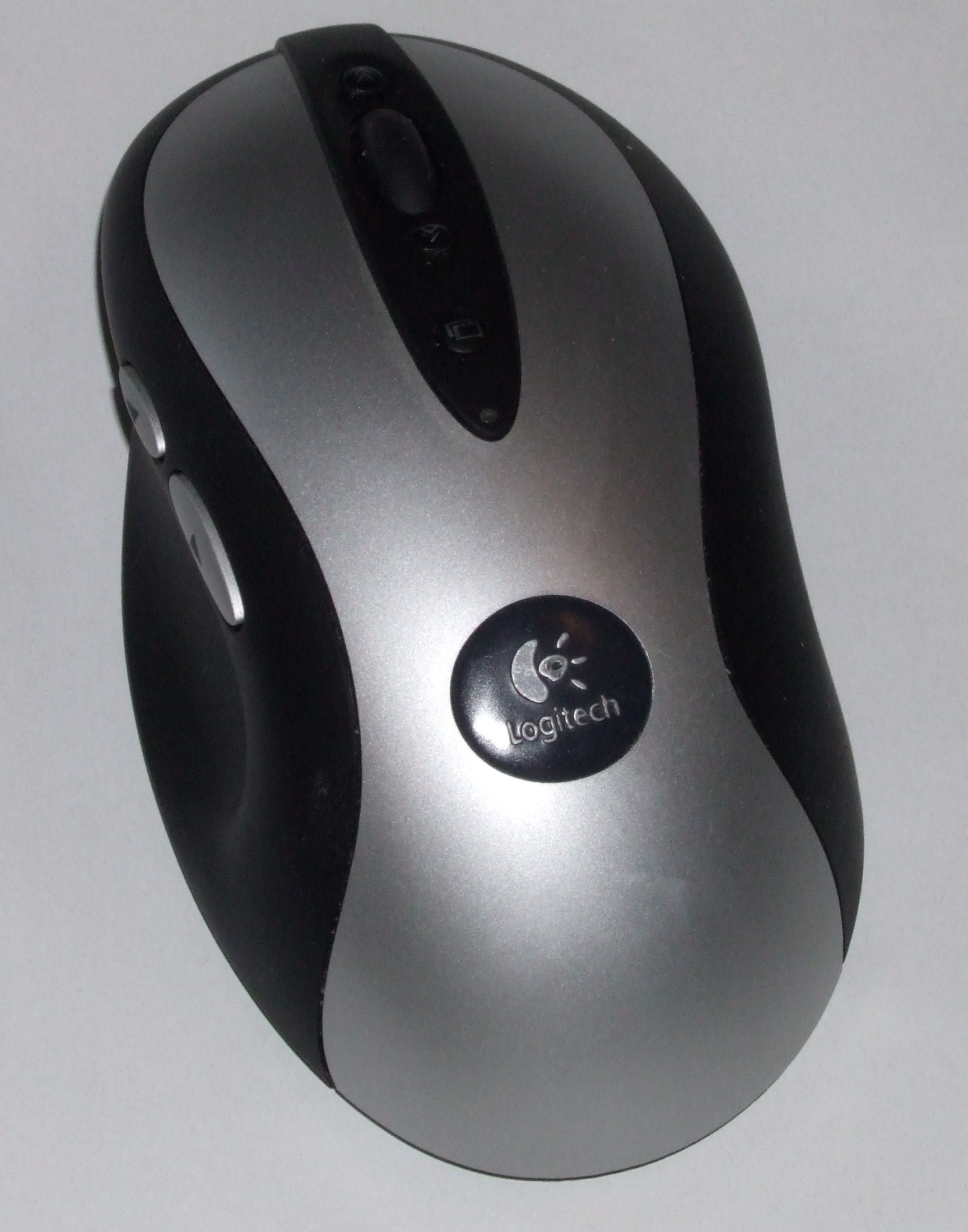
Logitech MX
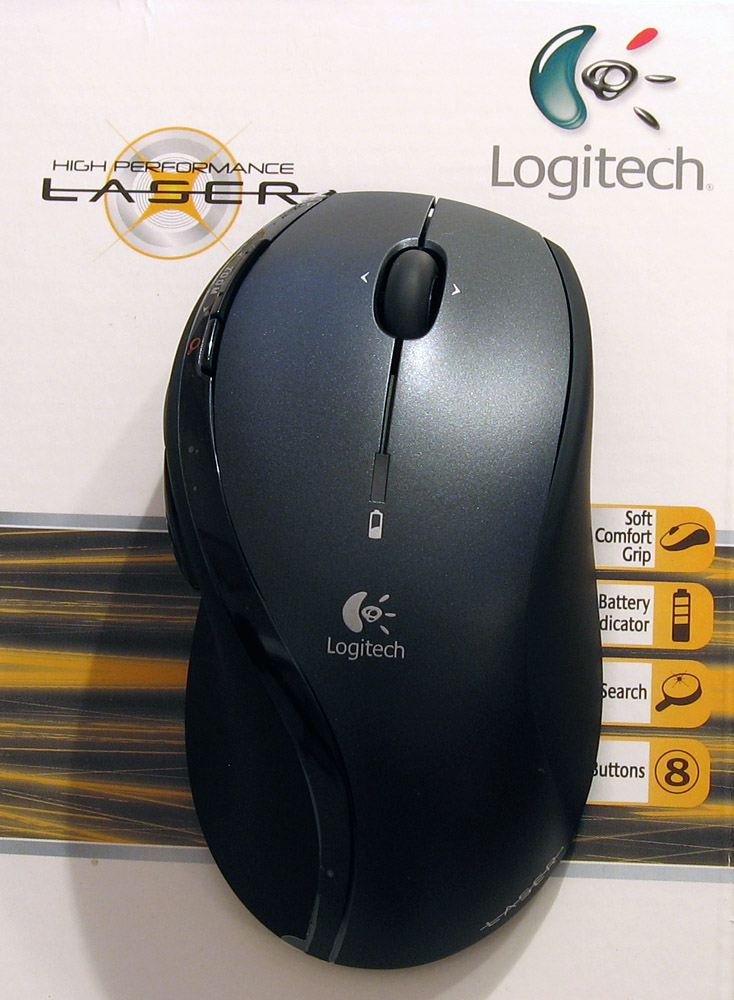
Logitech MX600
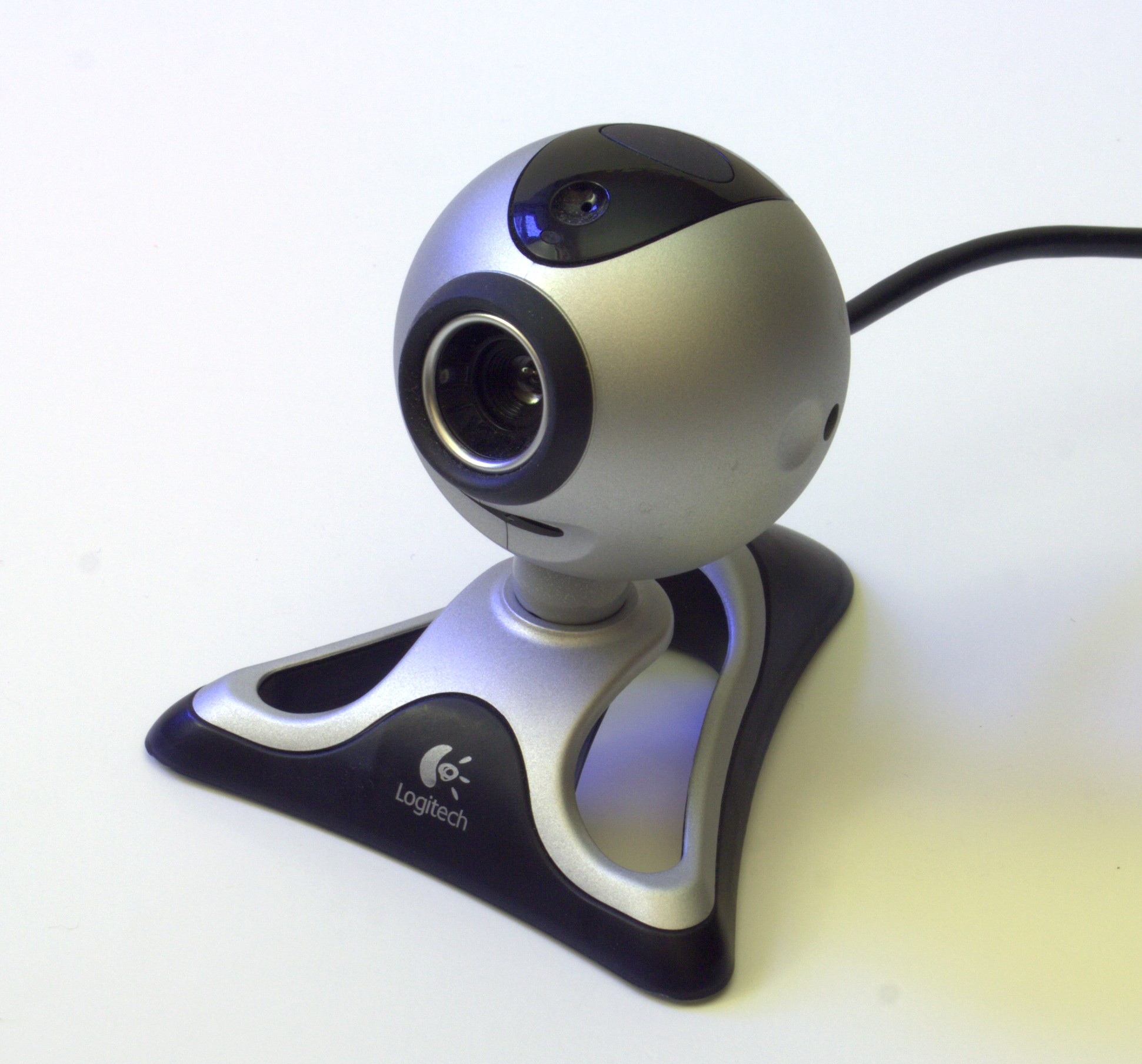
Kamera Quickcam Pro 4000
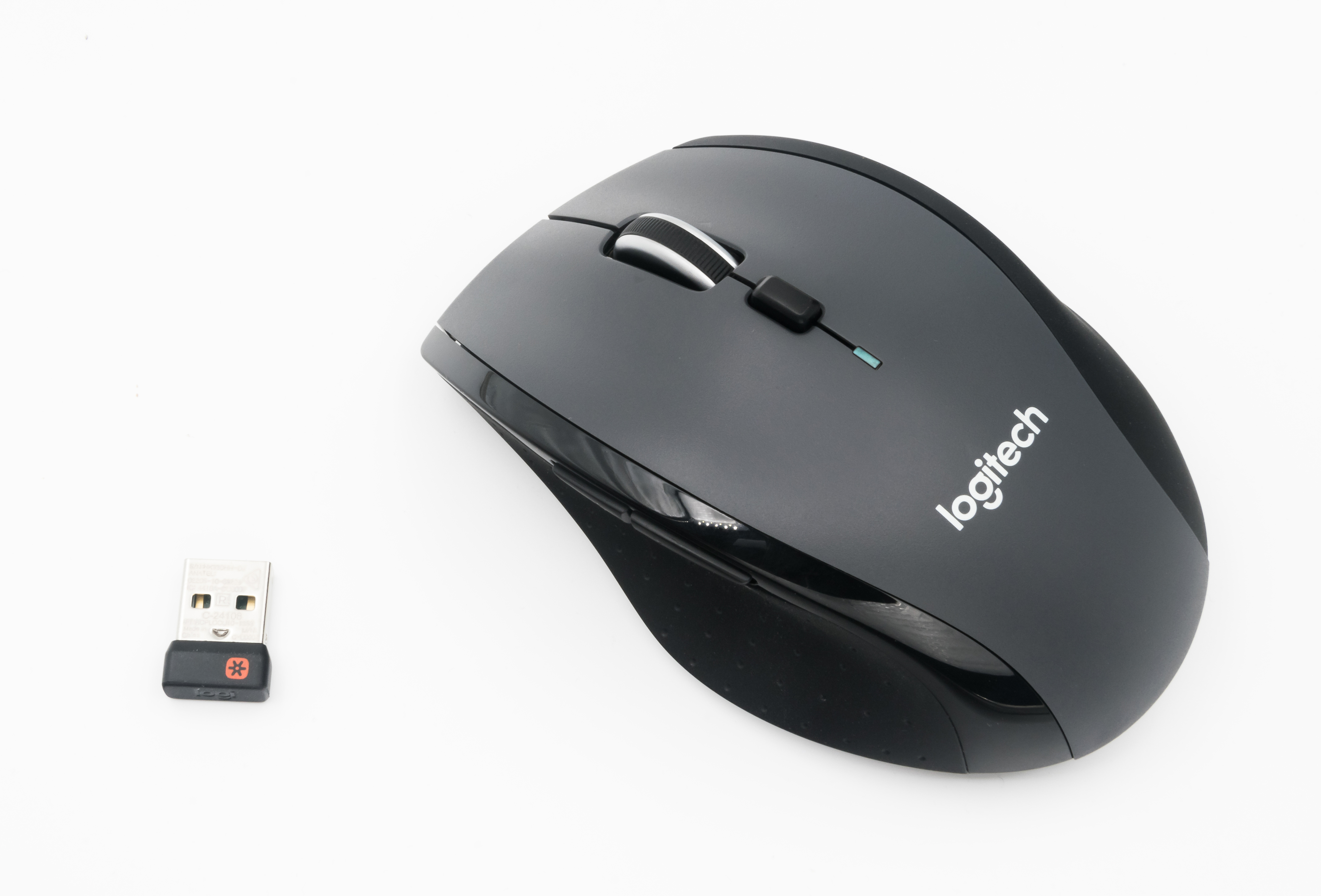
Logitech M705